# 조로 수호 통상 조약
조로 수호 통상 조약(朝露修好通商條約)은 1884년 7월 7일(고종 21)에 조선과 러시아 제국 간에 체결된 조약이다. 조러통상조약 또는 한러수호통상 조약이라고도 한다.
1884년 음력 5월 주청러시아대사인 베베르는 조선과 국교를 맺기 위하여 조선에 들어와 묄렌도르프를 설복하여 그로 하여금 알선을 교섭하였다. 이에 조선에서는 외무독판 김병시(金炳始)를 전권대신으로 임명하여 베베르와 회담하여 조약을 맺고 1885년 음력 5월 25일(양력 7월 7일)에 한로 조약의 비준을 교환하여 정식으로 국교가 수립되었다.
조약의 중요 내용은 우호 관계의 유지, 최혜국 대우, 선박 왕래의 관세에 관한 규정, 밀무역의 금지, 치외법권의 인정, 통상장정(通商章程)은 만국(萬國)의 통례에 따를 것, 특권의 균등한 부여 등이었다.

## 배경
러시아는 동북아시아 지역에서 부동항 획득을 위한 정책의 일환으로 계속 남하하여 1860년 청나라와 베이징 조약을 체결함으로써 조선과 국경을 맞대게 되었다. 1864년(고종 1년) 러시아인들이 함경도의 경흥부에 방문해 조선 정부에 통상을 요구하였다.
이후 러시아는 조선이 개항할 경우 후발자본주의 국가로서 서구 선진자본주의 국가들과의 경쟁에서 자신이 없었기 때문에 조선의 현상유지를 대조선정책의 기조로 삼았다. 그러나 1876년 강화도조약의 체결로 조선이 개항을 하고, 이어 미국과 영국 등의 서구 제국들이 침투하면서, 러시아는 청나라로 하여금 조선에 종주권을 행사하여 서구세력을 견제하도록 외교적 노력을 기울이는 한편 조선과의 수교 가능성을 타진했다.
이에 당시 러시아는 조선과의 수교를 위해 조선의 종주권을 주장하던 청나라의 이홍장에게 접근하지만, 러시아가 조선에 영향력을 행사하는 것이 못마땅했던 청나라는 이를 거절한다.
조선 정부 역시 1882년 임오군란 이후, 청나라의 간섭에 심해진 것에 크게 불만을 느껴 조선을 보호하기 위해 러시아와의 통상조약 체결을 원했다. 이러한 정세 속에서 주청러시아대사였던 베베르는 당시 조선에서 외무차관과 해관총세사를 맡고 있던 독일인 묄렌도르프의 도움을 받아 1884년 7월 7일 조선측의 전권대신 외무독판 김병태(金炳台)와 '조로수호통상조약'과 '부속통상장정'을 체결했다.

## 같이 보기
- 조독 수호 통상 조약